# Joan Makary
Joan Makary (* 10. Mai 1993) ist eine libanesische Leichtathletin, die im Mittel- und Langstreckenlauf an den Start geht.

## Sportliche Laufbahn
Erste internationale Erfahrungen sammelte Joan Makary bei den Crosslauf-Weltmeisterschaften 2019 in Aarhus, bei denen sie nach 48:41 min auf den 111. Platz im Einzelrennen gelangte. 2021 gewann sie bei den Arabischen Meisterschaften in Radès in 4:12,88 min die Bronzemedaille mit der libanesischen 4-mal-400-Meter-Staffel hinter den Teams aus Marokko und Tunesien. Bei den Crosslauf-Weltmeisterschaften 2023 in Bathurst wurde sie 71. und im April gewann sie bei den Westasienmeisterschaften in Doha in 4:41,00 min die Bronzemedaille im 1500-Meter-Lauf hinter den Bahrainerinnen Marta Yota und Tigist Getent Mekonen. Anschließend gewann sie bei den Arabischen Meisterschaften in Marrakesch in 2:21,72 min die Bronzemedaille im 800-Meter-Lauf hinter den Marokkanerinnen Assia Raziki und Soukaina Hajji und sicherte sich im Staffelbewerb in 4:23,66 min die Silbermedaille hinter Marokko. Zudem belegte sie in 4:41,91 min den vierten Platz über 1500 Meter. Im Jahr darauf belegte sie bei den Arabischen Crosslauf-Meisterschaften in Amman in 40:03 min den sechsten Platz und anschließend wurde sie bei den Crosslauf-Weltmeisterschaften in Belgrad nach 38:33 min 69. im Einzelbewerb. 2025 belegte sie bei den Arabischen Meisterschaften in Oran in 4:58,77 min den sechsten Platz über 1500 Meter und gelangte über 5000 Meter mit 18:35,27 min auf den vierten Platz.
In den Jahren von 2021 bis 2024 wurde Makary libanesische Meisterin im 1500-Meter-Lauf sowie 2023 und 2024 auch über 5000 Meter.

## Persönliche Bestleistungen
- 800 Meter: 2:17,81 min, 9. August 2023 in Beirut
- 1500 Meter: 4:35,96 min, 31. Juli 2022 in Beirut
  - 1500 Meter (Halle): 4:50,99 min, 27. Februar 2022 in Istanbul
  - 3000 Meter (Halle): 9:51,63 min, 28. Januar 2025 in Istanbul (libanesischer Rekord)
- 5000 Meter: 17:14,98 min, 29. Juni 2024 in Beirut